# Javier Irureta
Javier Iruretagoyena Amiano (ur. 1 kwietnia 1948, Irun), znany jako Javier Irureta – piłkarz, aktualnie trener hiszpański narodowości baskijskiej.

## Kariera piłkarska
Jego pierwszym seniorskim klubem był Real Unión. W 1967 dołączył do Atlético Madryt. Z tym klubem zdobył dwukrotnie mistrzostwo Hiszpanii oraz Copa del Rey. Był też finalistą Pucharu Europy w 1974. W tym samym roku zdobył Puchar Interkontynentalny. W rewanżu strzelił jedną z bramek. W 1975 powrócił do Kraju Basków i dołączył do Athletic Bilbao. W 1977 był finalistą Pucharu UEFA i Copa del Rey. Po 5 latach gry w Athletic, w 1980, Javier Irureta zakończył karierę piłkarską w wieku 32 lat. 

## Kariera trenerska
Jako trener Irureta trenował wiele klubów. Z Realem Oviedo w 1991 i Celtą Vigo w 1998 dostał się do Pucharu UEFA. Największe sukcesy odnosił jednak z Deportivo La Coruña. W 2000 wygrał Primera División, w 2001 i 2002 był drugi, a w 2003 i 2004 trzeci. W 2002 zdobył Copa del Rey, a w 2004 doszedł do półfinału Ligi Mistrzów.